# Vagellia helveola
Vagellia helveola är en spindelart som beskrevs av Simon 1899. Vagellia helveola ingår i släktet Vagellia och familjen vattenspindlar. Inga underarter finns listade i Catalogue of Life.